# Abadia territorial de Montecassino
L'abadia territorial de Montecassino (abbazia territoriale di Montecassino (italià); Abbatia Territorialis Montis Cassini (llatí)) és un bisbat de l'Església catòlica, immediatament subjecta, que pertany a la regió eclesiàstica Laci. Actualment està regida per l'abat Donato Ogliari, O.S.B.

## Territori
Fins al 2014 l'abadia territorial de Montecassino comprenia 53 parròquies, amb un total de 80.000 batejats, estenent-se per la part sud-oriental del Laci i l'extrem nord de la Campània, als municipis de Cassino (on tenia la seu), Castelnuovo Parano, Cervaro, San Giorgio a Liri, Pignataro Interamna, San Vittore del Lazio, Sant'Andrea del Garigliano, Sant'Ambrogio sul Garigliano, Sant'Apollinare, Vallemaio, Viticuso, Acquafondata, Vallerotonda, Sant'Elia Fiumerapido, Atina, Belmonte Castello, Villa Latina, a la província de Frosinone; i Rocca d'Evandro e San Pietro Infine a la província de Caserta.
El 23 d'octubre de 2014 el Papa Francesc, aplicant el motu proprio Catholica Ecclesia del 23 d'octubre de 1976, reduí el territori de l'abadia territorial a una sola església abacial i el monestir, amb la pertinença immediata. La resta de l'antic territori passà a la diòcesi de Sora-Aquino-Pontecorvo, que modificà contextualment el nom pel de Sora-Cassino-Aquino-Pontecorvo.

## Història
Quan sant Benet cap a l'any 529 va fundar l'abadia de Montecassino a l'acròpolis que es trobava a la muntanya de l'antiga castrum Casinum, a la frontera meridional del Latium novum, sembla que va aconseguir la construcció públic gràcies al suport de les famílies locals més prominents i amb l'aprovació de les autoritats de l'església més propera, probablement – trobant-se vacant des de feia temps la de Cassino-, que Costanzo, bisbe d'Aquino, la que s'estima per Benet és recordada en el segon llibre dels "Diàlegs" del Papa sant Gregori el Gran.
La ciutat de Casinum, ja una plaça forta sannitica, posteriorment fidel a Roma, també havia estat assaltada al segle v per les incursions dels visigots i vàndals. Dels bisbes que van ocupar la seu només un nom té un cert historial de crèdit, el de Severus Cassinas, del qui hi ha proves de la seva participació en el sínode romà de 487, la memòria del qual van mantenir fidels els mateixos monjos de Montecassino, que el recordaven ja en els calendaris més antics de Montecassino de finals del segle viii, mentre els que no tenen fonament són els noms d'altres dos presumptes bisbes de Cassino, Caprarius Cassitanus (?), que va intervenir en el Concili romà del 465, i Fortunato.
En aquesta àrea, sense la cura d'un veritable pastor, Sant Benet aviat va començar a exercir una tasca d'evangelització amb l'autoritat d'un carisma del que no va escapar el mateix rei dels Gots, Tòtila, qui el va anar a visitar just abans d'assetjar a Roma el desembre de 546, rebent entre altres la predicció de la seva mort imminent. Els quatre primers successors del sant en el govern de Montecassino van ser Costantino, Simplicio, Vitale i Bonito, l'últim dels quals va veure el monestir destruït pel llombards en 577, amb el posterior exili de la comunitat monàstica a Roma i la seva probable extinció.
S'obre en aquest punt un buit en la documentació que acaba només al voltant del 718, quan el noble pelegrí Petronace, provinent des de Brescia i enviat a Montecassino pel Papa Gregori II, posà les bases per al renaixement de l'antic monestir, gràcies a la política col·laboració entre el ducat de Benevent, i la Seu Apostòlica. I el duc de Benevent Gisulf II celebrà el 744 un acte transcendental per al futur de l'abadia de Monte Cassino, fent-li donació de «totes les muntanyes i les planes al voltant»: aquest va ser, de fet, l'assentament original de la "Terra di San Benedetto", corresponent a la zona compresa entre les comarques d'Aquino, Teano, Comino, Venafro i el ducat de Gaeta. Uns anys més tard, en 748, el Papa Zacaries va emetre a favor de l'abadia un primer privilegi d'exempció, que ens ha arribat en una redacció espúria, elaborada sobre la base d'un document autèntic del mateix Papa, que s'ha perdut.
Va ser un primer esbós de la forma de la jurisdicció espiritual de Montecassino, a continuació va confirmar el privilegi de data incerta, emèe pel Papa Nicolau I (858-867), en el que es reconeix l'exempció total de l'abadia de qualsevol jurisdicció episcopal. La Seu Apostòlica garantia també de manera explícita l'obra de govern dels abats cassians a partir sobretot de Gisulfo († 817), que a la plana havia fundat el nou monestir del Salvador en el que constitueix el centre és l'organització senyorial a la Terra Sancti Benedicti ja a la ciutat futura fundada per l'abat Bertario amb el nom de grecizant de "Eulogimenopoli" (ciutat de Benet), posteriorment substituït pel de San Germano (ara Cassino).
Aquestes prerrogatives, que també van sorgir en l'establiment de nous assentaments, es van confirmar en el privilegi del Papa Joan VIII de 22 de maig de 882, just abans de la segona destrucció del monestir pel sarraïns, que el 22 d'octubre de 883 provocaren la mort del mateix abat Bertario i el llarg exili, primer a Teano (883-914), després a Càpua (914-948) de la comunitat monàstica.

### Des delseglexal llindar de l'edat moderna
La restauració final dels monjos de Montecassino després de l'exili coincideix amb el govern de l'abat Aligerno (948[-950]-985). Aquest el 7 de juny de 967 va obtenir amb el consentiment de l'emperador Otó I la concessió d'un ampli privilegi per part de Pandolfo I Capodiferro, Príncep de Càpua i Benevent, que reconeixia el dret a construir torres i castells en totes les propietats monàstiques, sense ingerència d'agents privats o públics. Afavorida en paral·lel per l'exempció pontificia i per la protecció imperial, la Terra de Sant Benet es consolidà i va créixer, mentre que entre el segles xi i xii el monestir de Montecassino assolí el seu zenit, simbolitzat per l'abat Desiderio (1058-1087), el futur Papa Víctor III.
Montecassino apareix, com escriu el Baronio, com un veritable "viver de pastors sants", fins al punt que diversos monjos ocuparen en aquests anys les càtedres episcopals de Gaeta, Fondi, Sora, Isernia, així com Benevent, Salern i Nàpols.
La consagració de la basílica casinesa pel papa Alexandre II l'1 d'octubre de 1071, amb la participació de nombrosos arquebisbes, bisbes i senyors locals, és com un segell imprès en un moment en què tant Montecassino com Cluny van contribuir a la reforma de l'Església defensada per la Seu Apostòlica. En els anys següents, però, el final del regne normand, els conflictes relacionats amb la successió dels Hohenstaufen i el mateix domini de Suàbia fins a la mort de Frederic II de Suàbia (13 de desembre de 1250) tindria greus repercussions en la terra de Sant Benet, amb algun raig de llum, de la mateixa manera que la presència primerenca dels franciscans a San Germano amb el permís de l'abat Landolfo Sinibaldo (1227-1236).
Només amb el nou rei Carles I d'Anjou a l'abadia i a la seva àrea de permanença s'inicià un nou període d'estabilitat promogut per l'abat Bernardo Aiglerio (1263-1282), ja monjo de l'abadia benedictina de Saint-Martin de Savigny, amic de sant Tomàs d'Aquino, qui a més de consultes formals per a la recuperació de drets, rèdits i serveis deguts a l'abadia per les persona i dels pobles que gravitaven al voltant, també se celebraren en 1275 el primer sínode diocesà dels quals té notícia. En el període del pas del segle xiii al segle xiv es registraren abats curts i inestables fins que el Joan XXII, en el marc del programa de restauració de l'hegemonia Güelfa-Anjovina a Itàlia, el 2 de maig de 1322 amb la butlla Supernus opifex elevà l'abadia a la categoria de seu episcopal. A continuació, Urbà V, que després es va reservar per a si mateix el càrrec d'abat, amb la butlla Romanus Pontifex el 31 de març de 1367 va abolir l'episcopat i restaurar l'estatus abacial.
Cap al final del segle xiv s'inicia la construcció del principal santuari marià diocesà de Santa Maria de Piternis a Colleragni prop de Cervaro, al lloc dels suposats miracles realitzats per la Verge. No obstant això, els terribles efectes del terratrèmol de 1349, les complicacions causades pel Cisma d'Occident (1378), les disputes sobre la successió al Regne de Nàpols, fins a l'arribada d'Alfons V d'Aragó (1442), gravaren en gran manera la sort de Montecassino, que per cert des 1454 fins al final del segle xv que va ser confiada a quatre abats, un dels quals fou el futur papa Pau II.

### Delseglexvifins alseglexvii
Annexada el 1504 a la Congregació de Santa Giustina dita de Unitate, que en aquell temps era anomenada «Cassianessa», l'abadia, una part integral del Regne de Nàpols ja havia entrat a l'òrbita espanyola, va renéixer novament sota la direcció de Eusebio Fontana, que va començar la sèrie de visites pastorals i també els estatuts dictats pel clergat de la ciutat de San Germano. En aquest període també se celebraven sínodes, entre els quals van tenir una especial ressonància els celebrats per l'abat Crisòstom d'Alexander (1527-1531).
També en l'aplicació de les regles establertes pel Concili de Trento, el 1590 es va establir el seminari diocesà.
Durant el segle xvii també hi va haver episodis de contrast entre l'abadia i la ciutat de San Germano, que aspirava a obtenir el títol de ciutat reial per tant alliberar-se de càrregues feudals, seguit en això pel capítol dels canonges de la col·legiata de San Germano, que buscava tenir el seu propi bisbe i eliminar així la jurisdicció espiritual dels abats. Una instància de 1674 a aquest efecte a la Congregació de Bisbes i Regulars va ser rebutjada per la Rota Romana el 30 d'abril de 1677; a continuació, el 22 de març de 1686 el Innocenci XI amb la butlla Alias in causa plantejà la qüestió d'un «perpetu silenci». Encara el 4 d'agost de 1725, Benet XIII amb la butlla Quod inscrutabilis va ratificar la voluntat expressada en el Concili de Roma aquell mateix any, a favor de la jurisdicció diocesana dels abats de Montecassino.

### De les supressions delseglexixal Vaticà II
Promulgada el 13 de febrer de 1807 la llei napoleònica de supressió dels ordes monàstics al regne, el 21 de febrer de 1810 va ser seguida per una carta ministerial amb la qual l'abat Aureli Visconti va ser privat de la jurisdicció pastoral, i les zones de la diòcesi van ser dividits entre els bisbes veïns, que però, van seguir col·laborant amb l'abat, que la Seu Apostòlica reconegué com l'únic pastor legítim de la zona de Cassino.
Només el 1815, amb el retorn de Ferran IV de Borbó en el tron del regne de Nàpols i amb el suport conjunt del sobirà i del papa Pius VII, va ser restaurat en l'exercici de la jurisdicció espiritual, ara lliure de les limitacions del poder feudal i de la jurisdicció civil, segons el que ha confirmat pel concordat del 16 de febrer de 1818.
El 19 de novembre de 1834, Gregori XVI amb la butlla Romanus Pontifex, abolí la jurisdicció prepositural que havia gaudit durant segles Atina i la posà sota l'autoritat de l'abadia de Montecassino. El 1838 va cedir les parròquies calabreses de Cetraro i de Fella a la diòcesi de San Marco Argentano.
Restaurat el càrrec de rector per Lleó XIII el 1878, s'atribueix als abats cassianesos, mentre que l'església atinata de Santa Maria va ser declarada cocatedral. Finalment, amb el decret Montis Casini et aliarum. De mutatione finium. Ad Casinum montem de la Congregació per als bisbes del 21 de març de 1977, tot el territori de la prebostura d'Atina va ser conglomerat a l'abadia territorial de Montecassino, mentre que al mateix temps es declarava suprimida el nom de «prebositura».

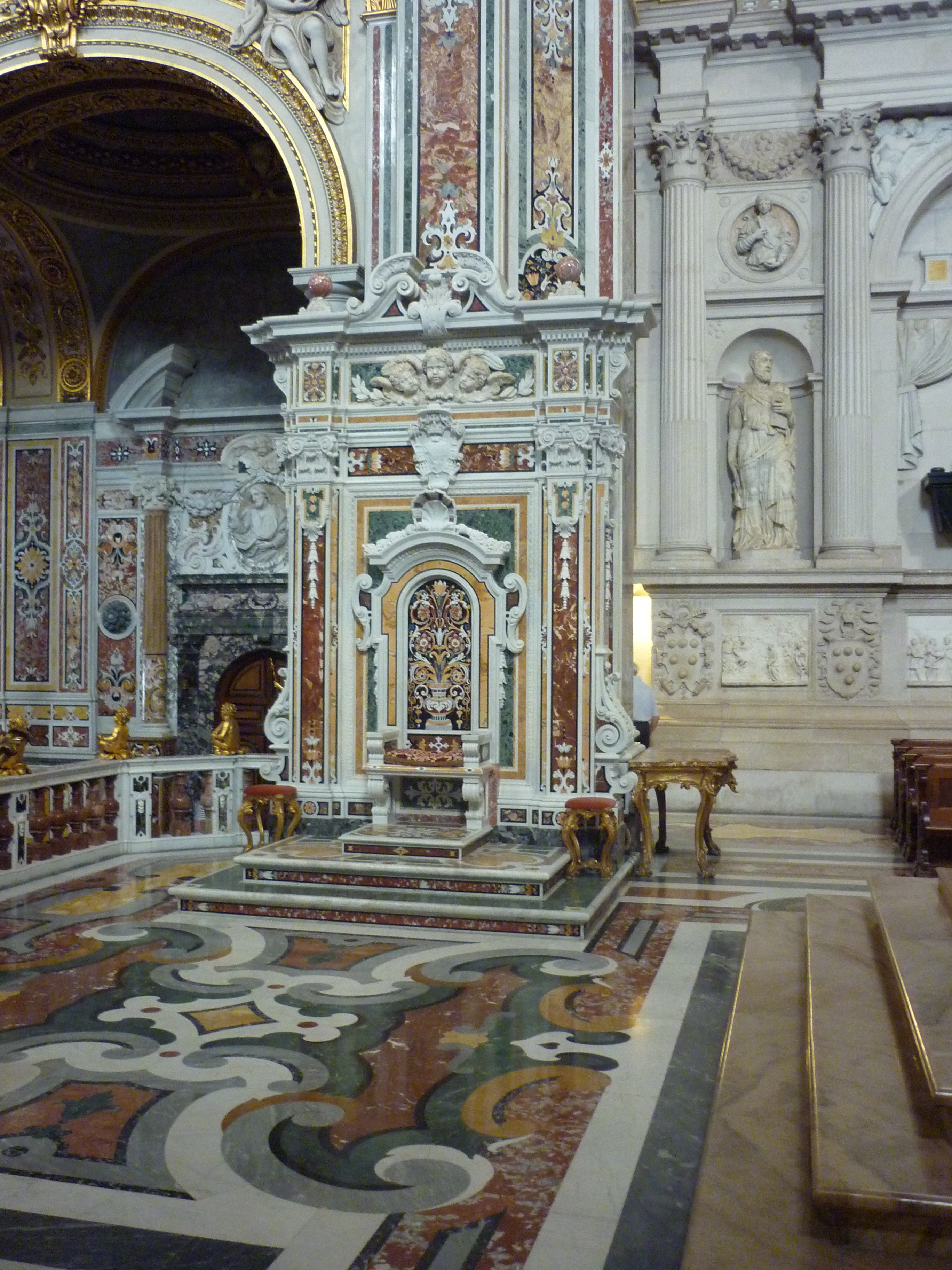
La càtedra de l'abat a l'interior de la catedral de Santa Maria Assunta e San Benedetto abate

Anat el règim borbònic i finalment proclamat el nou regne d'Itàlia el 17 de març de 1861, una nova llei de supressió dels religiosos colpejà també Montecassino el 7 de juliol de 1866, que va ser declarat monument nacional, mentre que l'abat va retenir la funció d'Ordinari de la diòcesi de Cassino, l'església de l'abadia constituïa la catedral, i el mateix monestir albergava la residència del capítol format per la comunitat de monjos, així com les oficines de la cúria i el seminari diocesà. El 8 de desembre de 1889 el nou seminari diocesà de Sant Josep va ser construït al monestir, a més de l'altre ja establert a San Germano a la fi del segle xvi. Després de l'abat Bonifacio Krug, en aplicació de la reforma dels seminaris desitjada per Pius X, unificà les dues institucions.
A Krug († 1909) el va succeir com a abat Gregorio Diamare (1865-1945), durant el govern del qual es registraren quatre congressos eucarístics diocesans, i el 1910 la fundació d'un centre d'esbarjo per als joves de Cassino, per facilitar la formació moral, espiritual i religiosa. El 12 de març de 1928 la consagració episcopal va coronar el compromís pastoral.
Diamare va viure personalment durant la Segona Guerra Mundial, la tragèdia del bombardeig de Montecassino, que va tenir lloc el 15 de febrer de 1944. Es va prodigar per salvar la vida dels seus fidels. Desaparegut l'any següent, va ser succeït en l'obra de reconstrucció material i moral per l'abat Ildefonso Rea (1945-1971), qui no només es va encarregar de reconstruir el monestir monumental sinó també les moltes esglésies i parròquies de la diòcesi entre Cassinate i Vall de Comino, riques en monuments d'art medieval. Consagrat bisbe el 1962, va participar amb compromís en les tasques del Concili Vaticà II. El papa Pau VI, acompanyat per un gran grup de pares conciliars, el 24 d'octubre de 1964 va consagrar la nova basílica de Montecassino, proclamant a Benet de Núrsia patró principal de tot Europa.
Era com el més alt reconeixement també de la missió secular de l'evangelització de l'abadia de Monte Cassino, que el Papa Joan Pau II va confirmar el 20 de setembre de 1980 en el seu pelegrinatge a Montecassino, amb motiu del XV centenari del naixement de Sant Benet.

## Abaciologi
- Sant Benet de Núrsia, O.S.B. † (525/529 - 21 de març de 547 mort)
- Costantino, O.S.B. † (547 - 560 ?)
- Simplicio, O.S.B. † (560 ? - 576 ?)
- Vitale, O.S.B. † (576 ? - 580 ?)
- Bonito, O.S.B. † (580 ? - 584)
  - Primera destrucció de Montecassino (584)
- Petronax, O.S.B. † (717 ? – 6 de maig de 750)
- Optato, O.S.B. † (750 - 4 de gener de 760)
- Ermeri, O.S.B. † (760 - 18 de juliol de 760)
- Graziano, O.S.B. † (760 - 22 d'agost de 764)
- Tomichi, O.S.B. † (agost de 764 - 25 de gener de 771)
- Potone, O.S.B. † (febrer de 771 - 777)
- Teodemaro, O.S.B. † (777/778 - 796)
- Gisulfo, O.S.B. † (796 - 24 de desembre de 817 mort)
- Apollinare, O.S.B. † (817 - 27 de novembre de 828)
- Deusdedit, O.S.B. † (828 - 9 d'octubre de 834)
- Ilderico, O.S.B. † (834 - 834)
- Autperto, O.S.B. † (834 - 20 de febrer de 837)
- Bassacio, O.S.B. † (837 - 17 de març de 856)
- Bertario, O.S.B. † (abril de 856 - 22 d'octubre de 883 mort)
  - Segona destrucció de Montecassino (883)
- Angelario I, O.S.B. † (883 - 5 de desembre de 889)
- Ragembrando, O.S.B. † (març de 890 - 6 de novembre de 899)
- Leone, O.S.B. † (899 - 17 d'agost de 914)
- Giovanni I, O.S.B. † (setembre de 914 - 31 de març de 934)
- Adelperto, O.S.B. † (6 d'abril de 934 - 27 de desembre de 943 ?)
- Baldovino, O.S.B. † (943 ? - abril de ? 946)
- Maielpoto, O.S.B. † (943/944 - 24? d'octubre de 948)
- Aligerno, O.S.B. † (25 d'octubre de 948 - 23 de novembre de 985)
- Mansone, O.S.B. † (14 de novembre de 986 - 8 de març de 996)
- Giovanni II, O.S.B. † (996 - 997)
- Giovanni III, O.S.B. † (octubre de 997 - 18 de març de 1010)
- Giovanni Docibile, O.S.B. † (1010 - 1011)
- Atenolfo, O.S.B. † (1011 - 30 de març de 1022)
- Teobaldo, O.S.B. † (29? de juny de 1022 - 3 de juny de 1035)
- Basilio, O.S.B. † (juny de 1036 - juny de ? 1038)
- Richerio, O.S.B. † (juny de 1038 - 11 de desembre de 1055)
- Pietro I, O.S.B. † (1055 - 22(maig de 1057)
- Federico di Lorena, O.S.B. † (23(maig de 1057 - 29 de març de 1058 mort) (elegit papa amb el nom d'Esteve IX el 7 d'agost de 1057)
- Beat Desiderio, O.S.B. † (juny de ? 1058 - 16 de setembre de 1087 mort) (elegit papa amb el nom de Víctor III el 24 de maig de 1086)
- Oderisio I, O.S.B. † (setembre de 1087 - 2 de desembre de 1105 mort)
- Ottone, O.S.B. † (desembre de 1105 - 1 d'octubre de 1107)
- San Bruno, O.S.B. † (novembre de 1107 - setembre de 1111 renuncià)
- Gerardo, O.S.B. † (octubre de 1111 - 17 de gener de 1123)
- Oderisio II, O.S.B. † (gener de 1123 - maig de 1126)
- Nicola I, O.S.B. † (maig de 1126 - juliol de 1127)
- Senioretto, O.S.B. † (12 de juliol de 1127 - 4 de febrer de 1137)
- Rainaldo, O.S.B. † (10 de febrer de 1137 - 18 de setembre de 1137)
- Guibaldo di Stablo-Malmedy, O.S.B. † (19 de setembre de 1137 - 2 de novembre de 1137)
- Rainaldo II, O.S.B. † (13 de novembre de 1137 - 28 d'octubre de 1166)
- Teodino I, O.S.B. † (octubre de ? 1166 - 14 de setembre de 1167)
- Egidio, O.S.B. † (1168 - 1168)
  - Pietro, O.S.B. † (1168 - 1171) (administrador apostòlic)
- Domenico I, O.S.B. † (1171 - 25 d'abril de 1174)
- Pietro II, O.S.B. † (abril de 1174 - 8 de juliol de 1186)
- Roffredo de Insula, O.S.B. † (9 de juliol de 1188 - 30(maig de 1210)
- Pietro III, O.S.B. † (24 de juny de 1210 - 28 de gener de 1211)
- Adenolfo, O.S.B. † (març de 1211 - agost de 1215)
- Stefano I, O.S.B. † (13 de setembre de 1215 - 21 de juliol de 1227)
- Landolfo Sinibaldo, O.S.B. † (desembre de 1227 - 28 de juliol de 1236)
  - Pandolfo, O.S.B. † (8 de gener de 1237 - juny de 1238) (administrador apostòlic)
- Stefano II, O.S.B. † (juny de 1238 - 21 de gener de 1248)
- Nicola II, O.S.B. † (11 de març de 1251 - ?)
- Riccardo, O.S.B. † (26 de gener de 1252 - 1 de març de 1262)
- Teodino II, O.S.B. † (1 de març de 1262 - 29 de març de 1263)
- Bernardo Aiglerio, O.S.B. † (29 de març de 1263 - 4 d'abril de 1282)
- Tommaso I, O.S.B. † (28 de setembre de 1285 - 18 de setembre de 1288)
- Ponzio, O.S.B. † (19 de març de 1292 - 30 de setembre de 1292)
- Guglielmo, O.S.B. † (juny de 1293 - 1294 ?)
- Angelario II, O.S.B. † (octubre de 1294 - abril de 1295)
- Beraudo, O.S.B. † (18 d'abril de 1295 - desembre de 1295)
  - Bernardo, O.S.B. † (14 de desembre de 1295 - agost de 1296) (administrador apostòlic)
- Galardo, O.S.B. † (8 d'agost de 1296 - 20 de març de 1301)
- Tommaso II, O.S.B. † (1304 - ?)
- Marino, O.S.B. † (1306 - 19 de desembre de 1313)
- Isnardo, O.S.B. †
  - Oddone della Sala, O.P. † (6 de juny de 1323 - 3 de juliol de 1326 mort) (administrador apostòlic)
- Raimondo de Gramat † (9 d'abril de 1326 - 26 de juliol de 1340 mort)
- Guido di San Germano † (6 de novembre de 1340 - 2 d'agost de 1341 mort)
- Richerio de Miremont † (10 d'octubre de 1341 - 27 de febrer de 1343 mort)
- Stefano Cambaruti † (14 de març de 1343 - 13 de febrer de 1346 nomenat bisbe de Saint-Pons de Tomières)
- Guglielmo de Rosières † (7 d'abril de 1346 - 17 d'abril de 1353 nomenat bisbe de Tarba)
  - Tercera destrucció de Montecassino (1349)
- Francesco Atti † (17 d'abril de 1353 - 18 de març de 1355 nomenat bisbe de Florència)
- Angelo Acciaioli † (18 de març de 1355 - 4 d'octubre de 1357 mort)
- Angelo della Posta † (23 de març de 1358 - 11 d'abril de 1362 mort)
- Angelo Orsini † (26 d'agost de 1362 - 1365)
- Beato Papa Urbano V † (1366 - 1369 renuncià)
- Bartolomeo da Siena, O.S.B. † (31 d'agost de 1369 - 1369)
- Andrea da Faenza, O.S.B. † (5 de desembre de 1369 - 18 de setembre de 1373)
- Pietro de Tartaris, O.S.B. † (7 de febrer de 1374 - 4 de juny de 1395)
- Enrico Tomacelli, O.S.B. † (22 de juny de 1396 - juny de 1413)
- Pirro Tomacelli, O.S.B. † (7 d'abril de 1414 - 1442)
- Antonio Carafa, O.S.B. † (26(maig de 1446 - 1 de febrer de 1454)
- Ludovico Trevisano † (18(maig de 1454 - 26 de març de 1465)
- Papa Paolo II † (29 de març de 1465 - 27 de juliol de 1471 mort)
- Giovanni d'Aragona † (30 d'agost de 1471 - 19 d'octubre de 1485)
- Giovanni de' Medici † (14 de març de 1486 - 15 de novembre de 1504)
- Eusebio Fontana, O.S.B. † (11 de gener de 1505 - 15 de novembre de 1506)
- Zaccaria Castagnola, O.S.B. † (maig de 1506 - maig de 1509)
- Graziano II, O.S.B. † (maig de 1509 - 22 d'agost de 1510)
- Ignazio Squarcialupi, O.S.B. † (octubre de 1510 - desembre de 1516)
- Vincenzo de Riso, O.S.B. † (gener de 1517 - desembre de 1518)
- Teofilo Piacentini, O.S.B. † (gener de 1519 - maig de 1520)
- Ignazio Squarcialupi, O.S.B. † (maig de 1520 - desembre de 1521) (per segona vegada)
- Ludovico Trivulzio, O.S.B. † (gener de 1522 - maig de 1522)
- Giustino Harbes, O.S.B. † (maig de 1522 - desembre de 1523)
- Ignazio Squarcialupi, O.S.B. † (gener de 1524 - desembre de 1526) (per la terza volta)
- Crisostomo de Alessandro, O.S.B. † (gener de 1527 - maig de 1531)
- Agostino Bonfili, O.S.B. † (maig de 1531 - maig de 1533)
- Crisostomo de Alessandro, O.S.B. † (maig de 1533 - maig de 1538) (per segona vegada)
- Girolamo I, O.S.B. † (maig de 1538 - maig de 1539)
- Ignazio II, O.S.B. † (maig de 1539 - maig de 1541)
- Girolamo Scloccheto, O.S.B. † (maig de 1541 - maig de 1546)
- Lorenzo Zambelli, O.S.B. † (maig de 1546 - maig de 1549)
- Girolamo Scloccheto, O.S.B. † (maig de 1549 - maig de 1551) (per segona vegada)
- Innocenzo Nicolai, O.S.B. † (maig de 1551 - maig de 1554)
- Girolamo Calcini, O.S.B. † (maig de 1554 - maig de 1555)
- Isidoro Mantegazzi, O.S.B. † (maig de 1555 - maig de 1556)
- Ignazio Vicani, O.S.B. † (maig de 1556 - maig de 1559)
- Angelo de Faggis, O.S.B. † (maig de 1559 - maig de 1564)
- Ignazio Vicani, O.S.B. † (maig de 1564 - maig de 1565) (per segona vegada)
- Angelo de Faggis, O.S.B. † (maig de 1565 - maig de 1568) (per segona vegada)
- Bernardo de Adamo, O.S.B. † (maig de 1568 - maig de 1570)
- Mattia Mattaleia, O.S.B. † (maig de 1570 - maig de 1572)
- Angelo de Faggis, O.S.B. † (maig de 1572 - maig de 1575) (per la terza volta)
- Girolamo Gersale, O.S.B. † (maig de 1575 - agost de 1577)
- Bernardo Ferrajolo, O.S.B. † (15 d'agost de 1577 - maig de 1580)
- Desiderio II, O.S.B. † (maig de 1580 - maig de 1585)
- Bernardo Ferrajolo, O.S.B. † (maig de 1585 - gener de 1587) (per segona vegada)
- Egidio Sernicoli, O.S.B. † (maig de 1587 - maig de 1589)
- Andrea II, O.S.B. † (maig de 1589 - maig de 1590)
- Girolamo Brugia, O.S.B. † (maig de 1590 - maig de 1595)
- Basilio II, O.S.B. † (maig de 1595 - setembre de 1596)
- Vittorino de Manso, O.S.B. † (gener de 1597 - maig de 1598)
- Zaccaria Tarasco, O.S.B. † (maig de 1598 - maig de 1599)
- Ambrogio Rastellini, O.S.B. † (maig de 1599 - desembre de 1602)
- Desiderio III, O.S.B. † (gener de 1603 - desembre de 1604)
- Gregorio Casamata, O.S.B. † (gener de 1605 - 2 d'agost de 1608)
- Paolo da Cosenza, O.S.B. † (14 d'octubre de 1608 - 21 d'octubre de 1609)
- Onorato Scalisi, O.S.B. † (22 d'octubre de 1609 - 19 d'abril de 1614)
- Isidoro Agresti, O.S.B. † (20 d'abril de 1614 - 22 d'abril de 1617)
- Paolo Scotti, O.S.B. † (23 d'abril de 1617 - maig de 1621)
- Bernardino Saivedra, O.S.B. † (maig de 1621 - desembre de 1624)
- Simplicio Caffarelli, O.S.B. † (gener de 1625 - desembre de 1628)
- Paolo Scotti, O.S.B. † (gener de 1629 - desembre de 1630) (per segona vegada)
- Angelo Grassi, O.S.B. † (gener de 1631 - 18 de desembre de 1631)
- Paolo Camillo Casati, O.S.B. † (gener de 1632 - desembre de 1634)
- Desiderio Petronio, O.S.B. † (gener de 1635 - desembre de 1639)
- Severino Fusco, O.S.B. † (gener de 1640 - maig de 1645)
- Andrea Arcioni, O.S.B. † (maig de 1645 - desembre de 1647)
- Desiderio Petronio, O.S.B. † (gener de 1648 - 15 de juliol de 1649) (per segona vegada)
- Domenico Quesada, O.S.B. † (gener de 1650 - desembre de 1653)
- Carlo de Mauro, O.S.B. † (gener de 1654 - març de 1657)
- Angelo della Noce, O.S.B. † (març de 1657 - maig de 1661)
- Anastasio Perrone, O.S.B. † (maig de 1661 - abril de 1665)
- Angelo della Noce, O.S.B. † (maig de 1665 - abril de 1669) (per segona vegada)
- Mauro Cesarini, O.S.B. † (maig de 1669 - abril de 1675)
- Severino Pepe, O.S.B. † (maig de 1675 - maig de 1680)
- Andrea Deodati, O.S.B. † (maig de 1680 - maig de 1681)
- Sebastiano Biancardi, O.S.B. † (maig de 1681 - abril de 1687)
- Andrea Deodati, O.S.B. † (maig de 1687 - abril de 1692)
- Severino Pepe, O.S.B. † (maig de 1692 - 27 d'agost de 1697) (per segona vegada)
- Ippolito della Penna, O.S.B. † (20 de novembre de 1697 - abril de 1704)
- Gregorio Galisio, O.S.B. † (maig de 1704 - abril de 1717)
- Nicola Ruggi, O.S.B. † (maig de 1717 - 16 d'agost de 1722)
- Arcangelo Brancaccio, O.S.B. † (17 de setembre de - 24 d'abril de 1725)
- Sebastiano Gadaleta, O.S.B. † (juny de 1725 - abril de 1731)
- Stefano de Stefano, O.S.B. † (abril de 1731 - 3 de febrer de 1737)
- Ildefonso del Verme, O.S.B. † (maig de 1737 - maig de 1739)
- Sebastiano Gadaleta, O.S.B. † (maig de 1739 - maig de 1745) (per segona vegada)
- Antonio Capece, O.S.B. † (maig de 1745 - maig de 1751)
- Giovanni Maria Ragosa, O.S.B. † (maig de 1751 - 3 de desembre de 1753)
- Marino Migliarese, O.S.B. † (1754 - abril de 1760)
- Domenico Favilla, O.S.B. † (maig de 1760 - abril de 1766)
- Aurelio Parisio, O.S.B. † (abril de 1766 - maig de 1772)
- Rinaldo Santomagno, O.S.B. † (maig de 1772 - maig de 1778)
- Domenico Favilla, O.S.B. † (maig de 1778 - 1780) (per segona vegada)
- Prospero de Rosa, O.S.B. † (maig de 1781 - 1787)
- Tommaso Capomazza, O.S.B. † (21 de març de 1788 - abril de 1793)
- Prospero de Rosa, O.S.B. † (maig de 1793 - 1797) (per segona vegada)
- Marino Lucarelli, O.S.B. † (4 d'octubre de 1797 - abril de 1804)
- Aurelio Visconti, O.S.B. † (abril de 1804 - 1816)
- Giuseppe del Balzo, O.S.B. † (1817 - 30 de juny de 1821)
- Luigi Bovio, O.S.B. † (26 de novembre de 1821 - maig de 1828)
- Giacomo Diez, O.S.B. † (12 de juny de 1828 - maig de 1834)
- Celestino Gonzaga, O.S.B. † (maig de 1834 - maig de 1840)
- Matteo Morso, O.S.B. † (maig de 1840 - 11 de novembre de 1840)
- Giuseppe Frisari, O.S.B. † (1841 - 1849)
- Michelangelo Celesia, O.S.B. † (25 de març de 1850 - 23 de març de 1860 nomenat bisbe de Patti)
- Simplicio Pappalettere, O.S.B. † (abril de 1858 - 1863)
- Carlo Maria de Vera, O.S.B. † (1863 - 1871)
- Nicola d'Orgemont, O.S.B. † (1872 - 23 de juny de 1896)
- Giuseppe Quandel, O.S.B. † (1896 - 27 de febrer de 1897)
- Bonifacio Maria Krug, O.S.B. † (1897 - 4 de juliol de 1909 mort)
- Gregorio Diamare, O.S.B. † (20 de juliol de 1909 - 6 de setembre de 1945 mort)
  - Quarta destrucció de Montecassino (1944)
- Ildefonso Rea, O.S.B. † (21 de novembre de 1945 - 23 de setembre de 1971 mort)
- Martino Matronola, O.S.B. † (21 de març de 1977 - 8 de gener de 1983 jubilat)
- Fabio Bernardo D'Onorio, O.S.B. (25 d'abril de 1983 - 20 de setembre de 2007 nomenat arquebisbe de Gaeta)
- Pietro Vittorelli, O.S.B. (17 de novembre de 2007 - 12 de juny de 2013 renuncià)
- Donato Ogliari, O.S.B., des del 23 d'octubre de 2014

## Demografia
A finals del 2013, la diòcesi tenia 78.900 batejats sobre una població de 80.000 persones, equivalent 98,6% del total.
| any  | població | població | població | sacerdots | sacerdots       | sacerdots       | sacerdots             | diaques | religiosos | religiosos | parroquies |
| ---- | -------- | -------- | -------- | --------- | --------------- | --------------- | --------------------- | ------- | ---------- | ---------- | ---------- |
| any  | batejats | total    | %        | total     | clergat secular | clergat regular | batejats por sacerdot | diaques | homes      | dones      |            |
| 1970 | 110.000  | 110.000  | 100,0    | 92        | 53              | 39              | 1.195                 |         | 51         | 200        | 71         |
| 1980 | 100.200  | 101.300  | 98,9     | 69        | 41              | 28              | 1.452                 |         | 34         | 77         | 47         |
| 1990 | 112.800  | 113.800  | 99,1     | 62        | 35              | 27              | 1.819                 | 1       | 33         | 80         | 53         |
| 1999 | 76.000   | 78.000   | 97,4     | 72        | 35              | 37              | 1.055                 |         | 42         | 76         | 53         |
| 2000 | 76.000   | 78.000   | 97,4     | 68        | 38              | 30              | 1.117                 |         | 35         | 74         | 53         |
| 2001 | 76.000   | 78.000   | 97,4     | 74        | 42              | 32              | 1.027                 |         | 36         | 77         | 53         |
| 2002 | 78.500   | 78.500   | 100,0    | 76        | 39              | 37              | 1.032                 |         | 41         | 72         | 53         |
| 2003 | 79.000   | 79.000   | 100,0    | 70        | 39              | 31              | 1.128                 |         | 35         | 72         | 53         |
| 2004 | 79.000   | 79.000   | 100,0    | 68        | 40              | 28              | 1.161                 |         | 54         | 72         | 53         |
| 2007 | 79.500   | 79.500   | 100,0    | 73        | 39              | 34              | 1.089                 |         | 56         | 64         | 53         |
| 2013 | 78.900   | 80.000   | 98,6     | 48        | 36              | 12              | 1.643                 | 1       | 46         | 64         | 53         |